# コンバウン王朝

コンバウン帝国
ကုန်းဘောင်ဧကရာဇ်နိုင်ငံတော် (ミャンマー語)

国歌: စံရာတောင်ကျွန်းလုံးသူ့（ビルマ語）
南島全体が彼のもの
コンバウン王朝の位置（1767年）

コンバウン王朝（ビルマ語: ကုန်းဘောင်ခေတ်、英語: Konbaung dynasty）は、ビルマ（Burma、現在のミャンマー）に存在した最後の王朝（1752年 - 1886年）である。アラウンパヤー朝ともいう。

## 歴史
第二次タウングー王朝が衰退すると、下ビルマのモン族は上ビルマに侵入、モーソーボ（現在のシュエボー）の首長アウンゼーヤがこれを撃退してアラウンパヤーと名乗った。アラウンパヤー王はモン族の本拠地バゴー（ペグー）を下し、東部のシャン地方や西方のマニプルにまで遠征してインパールを占領した。
第3代シンビューシン王は1766年タイのアユタヤ王朝を下すが、雲南南部のタイ族小邦の宗主権をめぐって対立した清軍と交戦し、停戦後に清と冊封関係を結ぶ。
1782年に前王を殺害して即位したボードーパヤー王はアラカン王国を征服し、マニプル王国やアッサム王国を支配下に治め、ビルマ史上最大の版図を実現した。しかし、ビルマの西方への拡大はインドを支配するイギリス当局の利益と衝突し、英緬戦争が勃発した。
ビルマは三次にわたる英緬戦争に敗れ、最後のティーボー王はボンベイに幽閉された。1886年にビルマは英領インド帝国に併合された。
歴代のビルマ王朝同様に一夫多妻制を採用し、建国者のアラウンパヤーが全ての王子に王位継承権があり、年齢順に即位するという原則を作ったため、多数の子女による内紛がたびたび起き、結果として王権の衰退を招いた。ミンドン王の王妃の一人だったシンビュマシンは、1878年のミンドンの死及びティーボーの即位に当たってティーボーの異母兄弟約80人を粛正して反乱を防いだが、わずか7年で王国は滅亡した。

## 主要年表
- 1752年 アラウンパヤー王モーソーボで即位、コンバウン朝の成立
- 1753年 ビルマの旧都インワ（アヴァ）を奪回
- 1757年 下ビルマ、モン王国の首都パゴー（ペグー）を占領
- 1758年 シャン地方やマニプルに遠征
- 1759年 タイの首都アユタヤ攻撃、撤退
- 1766年 シンビューシン王、アユタヤを陥落させる
- 1769年 清軍とアヴァ近郊で停戦協定を結び、清の朝貢国となる。
- 1782年 シングー王の外遊中、王族のマウンマウンがクーデターを起こして即位。数日後、ボードーパヤー王がマウンマウン王とシングー王を殺害。アマラプラに新王都建設
- 1785年 アラカン王国を征服
- 1814年 マニプル王国を支配下に入れる
- 1817年 アッサム王国を支配下に入れる
- 1824年 第一次英緬戦争（ - 1826年）
- 1826年 ヤンダボ条約でアラカンとテナセリウム割譲、アッサムとマニプルに対する宗主権喪失
- 1852年 第二次英緬戦争、英軍下ビルマ占領
- 1885年 第三次英緬戦争、王都マンダレー陥落
- 1886年 イギリス、上ビルマを英領インドに併合

## 政府機関
フルッタウ(လွှတ်တော်)は、立法、司法の機能を持ち、国王の委任を受けて王政を運営した。
ビェダイク(ဗြဲတိုက်)は、宮廷の内政を司る枢密院として機能し、国王と他の王室機関との対話者も務めた。
シュエダイク(ရွှေတိုက်)は王室の宝庫であり、国家の貴金属や宝の保管庫として機能していた。さらに、シュエダイクは州(မြို့)の公文書を保持し、詳細な系図や国勢調査報告書など、さまざまな記録を維持していた。

### 軍事
ビルマ王国軍を参照

## 王室
王室に使える宦官など多くの数の従者、バラモン(ပုဏ္ဏား)という神々への儀式、占星術、祈りの儀式の専門家が仕えていた。

### 王室の儀式

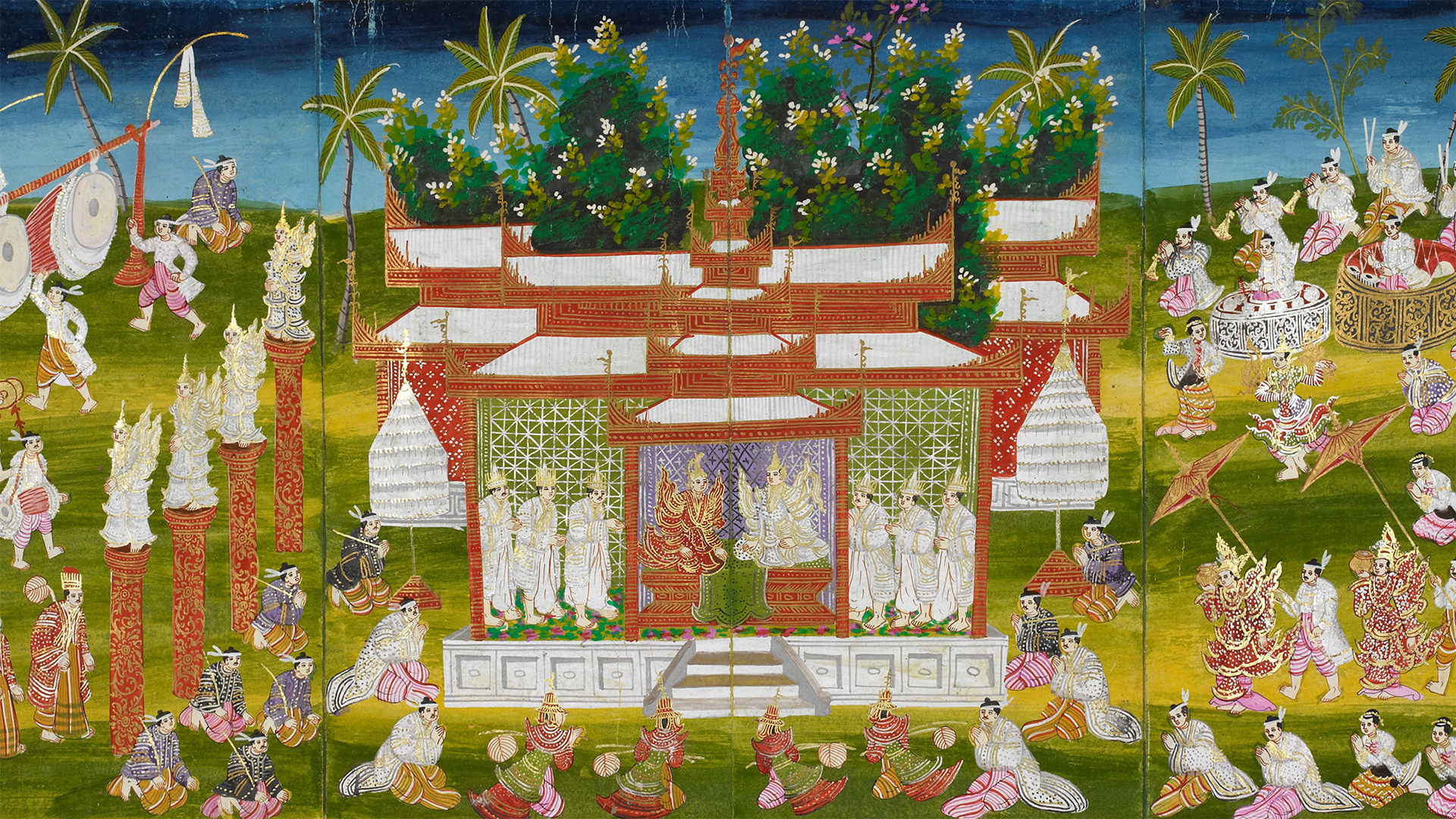
奉献式(アビセカ（英語版）)
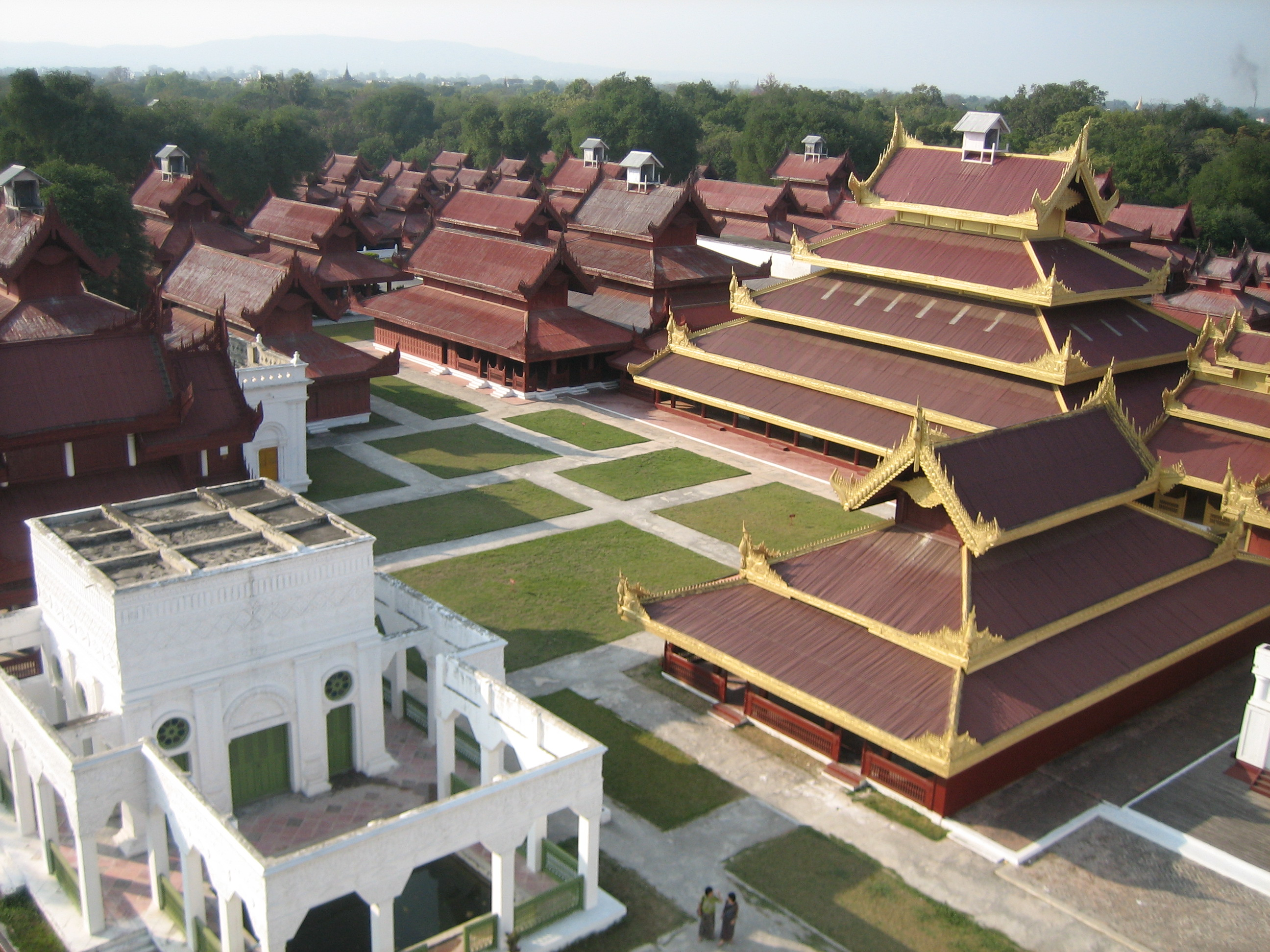
マンダレーの宮殿

- ビルマ国王の戴冠式（英語版）
- 耕作式（英語版）
- サルウィン川での頭洗いの儀式
- 服従の儀式（英語版）
- 祖先崇拝
- 生贄の儀式
- 祈りの儀式  - 奉献式(アビセカ)の様子
  - マンダレーの宮殿（英語版）

## 歴代国王
- アラウンパヤー（在位1752年 - 1760年）
- ナウンドージー（英語版）（1760年 - 1764年）
- シンビューシン（英語版）（1763年 - 1776年）
- シングー（英語版）（1776年 - 1782年）
- マウンマウン（英語版）（1782年）
- ボードーパヤー（英語版）（1782年 - 1819年）
- パジードー（英語版）（1819年 - 1837年）
- ターヤーワディー（英語版）（1837年 - 1846年）
- パガン（英語版）（1846年 - 1853年）
- ミンドン（英語版）（1853年 - 1878年）
- ティーボー（1878年 - 1885年）

## 人口と面積

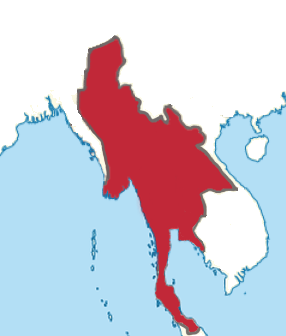
人口（1824年） - 3,000,000人
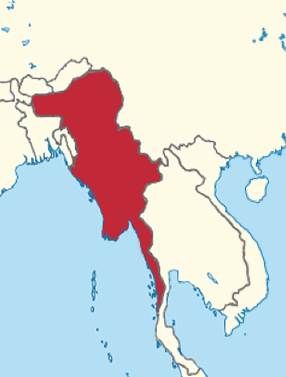
面積（1824年） - 794,000km²
  - その後の変遷
    - （1826年） - 584,000km²
    - （1852年） - 470,000km²
    - （1875年） - 460,000km²      - 1767年
      - 1824年